# Notodasus magnus
Notodasus magnus är en ringmaskart som beskrevs av Fauchald 1972. Notodasus magnus ingår i släktet Notodasus och familjen Capitellidae. Inga underarter finns listade i Catalogue of Life.